# Sheila de Liz
Sheila de Liz (New Jersey, 1969) is een Amerikaans-Duitse gynaecologe en schrijfster. Ze is vooral bekend door optreden op de Duitse TV en haar educatief kanaal op tiktok @doktorsex waar ze meer dan 500 000 volgers heeft.

## Biografie
Sheila de Liz bracht haar jeugd door in de Verenigde Staten en verhuisde toen ze 15 was naar Duitsland. Ze studeerde geneeskunde aan de universiteit van Mainz. In 2006 opent ze een eigen gynaecologisch centrum in Wiesbaden. 
Ze is veel te zien in de media en nieuwe media. Waaronder Klinik am Südring (Sat.1), die sexklinik (RTL II).
en Marie-Chantal Likoy als sekscoach, behandelt ze geduldige acteurs en hun problemen in de RTL-Zwei en RTL+ series Die Sex-Klinik.

## Publicaties (selectie)
Naast enkele academische publicaties schreef ze ook boeken. 
- Schaamteloos. Alles wat je moet weten over het fantastische vrouwelijk lichaam (2020)
- Girl on Fire (2022)